# Placiphorella albitestae
Placiphorella albitestae is een keverslakkensoort uit de familie van de Mopaliidae. De wetenschappelijke naam van de soort is voor het eerst geldig gepubliceerd in 1954 door Is. Taki.